# Димово (община)
Вижте пояснителната страница за други значения на Димово.
Община Димово се намира в Северозападна България и е една от съставните общини на област Видин.

## География

### Географско положение, граници, големина
Общината е разположена в източната част на област Видин. С площта си от 402,493 km2 заема 3-то място сред 11-те общини на областта, като съставлява 13,18% от територията на област Видин. Границите на община Димово са:
- на североизток – Румъния;
- на изток – община Лом от област Монтана;
- на югоизток – община Ружинци;
- на юг – община Чупрене;
- на югозапад – община Белоградчик
- на северозапад – община Макреш, община Грамада и община Видин.

### Релеф, води, климат

#### Релеф
Релефът на общината е равнинен, хълмист и ниско планински. Територията ѝ условно попада в две физикогеографски области на България – Западната Дунавска равнина и Западния Предбалкан.
Над 90% от територията на общината се заема от ниските и заоблени гърбици, разположени между дълбоко всечените долини на реките Арчар, Скомля и Лом (десни притоци на Дунав) и техните притоци. В най-североизточната част на общината покрай брега на Дунав се простира западната част на ниската и равна Арчаро-Орсойската низина. Тук се намира и най-ниската точка на общината – 26 m н.в.
Останалите около 10% от територията на община Димово се заемат от източните и северни склонове на западно предбалканския рид Белоградчишки Венец с връх Кърнева ливада (904 m), издигащ се западно от село Орешец.

#### Води
По северната граница на общината, на протежение от 15 km (от km 758 до km 773) протича река Дунав, като тук е разположено само едно населено място – с. Арчар.
Цялата територия на общината попада в три водосборни басейна – реките Арчар, Скомля и Лом (десни притоци на Дунав). Река Арчар протича със средното и долното си течение през северозападната и северната част на общината в дълбока долина с полегати, на места стръмни брегове спряма околния терен. Тя преминава през общинския център град Димово и се влива в река Дунав северно от с. Арчар. Река Скомля протича с цялото си течение от югозапад на североизток през средата на общината също в дълбока, но широка долина. Тя извира от Белоградчишкия Венец и се влива в Дунав в най-североизточната част на общината. Река Лом протича в много малък участък в най-южната част на общината, в землището на с. Яньовец, но нейните леви притоци водят началото си от община Димово и отводняват югоизточните ѝ части.

#### Климат
Община Димово попада в умерено-континенталната климатична област – подобласт на западната и средна част на Дунавската хълмиста равнина и подобласт на Предбалкана. Средногодишните температури са 12.2 °C. Абсолютните максимални температури достигат доста високи стойности – най-високата измерена абсолютна максимална температура е 42 °C (август), а най-ниската максимална -22.1 °C (януари и декември).

## Населени места в община Димово
| Населено място (старо име)                                             | Преброяване (от септември 2021) | По настоящ адрес (ГРАО от 15 септември 2024) | Площ (km²)                      | Гъстота (д/km²) |
| ---------------------------------------------------------------------- | ------------------------------- | -------------------------------------------- | ------------------------------- | --------------- |
| Арчар (Акчар)                                                          | 1995                            | 2716                                         | 54,418                          | 49.91           |
| Бела                                                                   | 69                              | 67                                           | 20,785                          | 3.22            |
| Владиченци                                                             | 28                              | 27                                           | 6,419                           | 4.21            |
| Воднянци                                                               | 171                             | 190                                          | 23,101                          | 8.22            |
| Върбовчец                                                              | 45                              | 51                                           | 6,663                           | 7.65            |
| Гара Орешец                                                            | 594                             | 640                                          | 33,909                          | 18.87           |
| Димово (Османие, Бързица, Александрово, Влайково, Княз Александрово)   | 948                             | 1080                                         | 15,975                          | 67.61           |
| Дълго поле                                                             | 2                               | 2                                            | 7,288                           | 0.27            |
| Държаница                                                              | 54                              | 104                                          | 13,448                          | 7.73            |
| Извор                                                                  | 150                             | 203                                          | 30,022                          | 6.76            |
| Карбинци                                                               | 142                             | 146                                          | 28,865                          | 5.06            |
| Кладоруб (Кладоруп)                                                    | 27                              | 33                                           | 10,873                          | 3.04            |
| Костичовци                                                             | 36                              | 54                                           | 21,682                          | 2.49            |
| Лагошевци                                                              | 19                              | 46                                           | 17,850                          | 2.58            |
| Мали Дреновец                                                          | 33                              | 37                                           | 12,635                          | 2.93            |
| Медовница                                                              | 201                             | 219                                          | 18,782                          | 11.66           |
| Орешец                                                                 | 8                               | 4                                            | в землището на село Гара Орешец | -               |
| Острокапци                                                             | 52                              | 55                                           | 8,854                           | 6.21            |
| Септемврийци (Толовица)                                                | 121                             | 148                                          | 16,67                           | 8.88            |
| Скомля                                                                 | 19                              | 32                                           | 8,903                           | 3.59            |
| Шипот                                                                  | 26                              | 39                                           | 12,177                          | 3.2             |
| Яньовец                                                                | 12                              | 15                                           | 14,787                          | 1.01            |
| Ярловица                                                               | 58                              | 53                                           | 18,387                          | 2.88            |
| Общо за общината:                                                      | 4810                            | 5961                                         | 402,493                         | 14.81           |
| Населените места с кмет, са със зелен фон, а тези без кметство с жълт. |                                 |                                              |                                 |                 |

### Административно-териториални промени
- Височайши доклад № 938/обн. 09.04.1880 г. – преименува с. Османие (Бързица, Бързици) на с. Александрово;
- МЗ № 2820/обн. 14.08.1934 г. – преименува с. Акчар на с. Арчар;

– преименува с. Мехмедовци на с. Попниколаево;
- МЗ № 140/обн. 29 януари 1936 г. – преименува с. Александрово на с. Влайково;
- МЗ № 492/обн. 27.03.1936 г. – преименува с. Влайково на с. Княз Александрово;
- МЗ № 1691/обн. 27.09.1937 г. – признава н.м. Орешец за гар.с. Гара Орешец;
- Указ № 334/обн. 13.07.1951 г. – преименува с. Княз Александрово на с. Димово;
- Указ № 317/обн. 13.12.1955 г. – заличава с. Попниколаево и го присъединява като квартал на с. Карбинци;
- Указ № 50/обн. 09.02.1960 г. – преименува с. Толовица на с. Септемврийци;
- Указ № 546/обн. 15.09.1964 г. – признава с. Димово за с.гр.т. Димово;
- Указ № 960/обн. 4 януари 1966 г. – осъвременява името на с. Кладоруп на с. Кладоруб;
- Указ № 828/обн. 29.08.1969 г. – признава с.гр.т. Димово за гр. Димово;
- Указ № 3005/обн. ДВ бр. 78/09.10.1987 г. – закрива община Дунавци и присъединява селата Арчар, Владиченци, Държаница, Мали Дреновец, Септемврийци и Ярловица и техните землища към община Димово;

## Население
| Община Димово                                 | Община Димово | Община Димово | Община Димово | Община Димово | Община Димово | Община Димово | Община Димово | Община Димово | Община Димово | Община Димово | Община Димово |
| --------------------------------------------- | ------------- | ------------- | ------------- | ------------- | ------------- | ------------- | ------------- | ------------- | ------------- | ------------- | ------------- |
| Година                                        | 1934          | 1946          | 1956          | 1965          | 1975          | 1985          | 1992          | 2001          | 2011          | 2021          |               |
| Население                                     | 23011         | 23402         | 21962         | 18500         | 14925         | 12136         | 10644         | 8783          | 6514          | 4810          |               |
| Източници: Национален Статистически Институт, |               |               |               |               |               |               |               |               |               |               |               |

### Население по възрастови групи
| Население по възрастови групи към септември 2021 година | Население по възрастови групи към септември 2021 година | Население по възрастови групи към септември 2021 година | Население по възрастови групи към септември 2021 година | Население по възрастови групи към септември 2021 година | Население по възрастови групи към септември 2021 година | Население по възрастови групи към септември 2021 година | Население по възрастови групи към септември 2021 година | Население по възрастови групи към септември 2021 година | Население по възрастови групи към септември 2021 година | Население по възрастови групи към септември 2021 година | Население по възрастови групи към септември 2021 година | Население по възрастови групи към септември 2021 година | Население по възрастови групи към септември 2021 година | Население по възрастови групи към септември 2021 година | Население по възрастови групи към септември 2021 година | Население по възрастови групи към септември 2021 година | Население по възрастови групи към септември 2021 година | Население по възрастови групи към септември 2021 година |
| ------------------------------------------------------- | ------------------------------------------------------- | ------------------------------------------------------- | ------------------------------------------------------- | ------------------------------------------------------- | ------------------------------------------------------- | ------------------------------------------------------- | ------------------------------------------------------- | ------------------------------------------------------- | ------------------------------------------------------- | ------------------------------------------------------- | ------------------------------------------------------- | ------------------------------------------------------- | ------------------------------------------------------- | ------------------------------------------------------- | ------------------------------------------------------- | ------------------------------------------------------- | ------------------------------------------------------- | ------------------------------------------------------- |
| Общо                                                    | 0 – 4                                                   | 5 – 9                                                   | 10 – 14                                                 | 15 – 19                                                 | 20 – 24                                                 | 25 – 29                                                 | 30 – 34                                                 | 35 – 39                                                 | 40 – 44                                                 | 45 – 49                                                 | 50 – 54                                                 | 55 – 59                                                 | 60 – 64                                                 | 65 – 69                                                 | 70 – 74                                                 | 75 – 79                                                 | 80 – 84                                                 | 85+                                                     |
| 4810                                                    | 244                                                     | 200                                                     | 302                                                     | 245                                                     | 175                                                     | 184                                                     | 248                                                     | 228                                                     | 235                                                     | 267                                                     | 340                                                     | 295                                                     | 347                                                     | 396                                                     | 439                                                     | 318                                                     | 194                                                     | 153                                                     |

### Етнически състав
| Етноси в община Димово (2011) | Етноси в община Димово (2011) | Етноси в община Димово (2011) | Етноси в община Димово (2011) | Етноси в община Димово (2011) |
| ----------------------------- | ----------------------------- | ----------------------------- | ----------------------------- | ----------------------------- |
| Етническа група               |                               |                               | процент                       |                               |
| българи                       | българи                       |                               | 86.00%                        | 86.00%                        |
| цигани                        | цигани                        |                               | 13.01%                        | 13.01%                        |
| турци                         | турци                         |                               | 0.08%                         | 0.08%                         |
| други и неопределени          | други и неопределени          |                               | 0.91%                         | 0.91%                         |

Етническа група от общо 6271 самоопределили се (към 2011 година):
- българи: 5393
- турци: 5
- цигани: 816
- други: 17
- неопределени: 40

## Политика
- 2019 – Светослав Венциславов Славчев (МК „Новото време“ – ВОЛЯ и ДПС) печели на втори тур с 56,62% срещу Лозан Георгиев Лозанов (ГЕРБ) с 41,28%.
- 2015 – Лозан Георгиев Лозанов (ГЕРБ) печели на втори тур с 50,23% срещу Светослав Венциславов Славчев (Обединена България) с 49,77%.
- 2011 – Лозан Георгиев Лозанов (ГЕРБ) печели на втори тур с 52,73% срещу Добромир Филипов Тодоров (БСП) с 47,27%.
- 2007 – Тодор Илиев Тодоров (БСП) печели на втори тур с 50,16% срещу Иванела Георгиева Андреева (ГЕРБ) с 49,84%.
- 2003 – Тодор Илиев Тодоров (БСП) печели на втори тур с 57% срещу Иванела Георгиева Андреева (Българска социалдемокрация).
- 1999 – Тодор Илиев Тодоров (БСП) печели на първи тур с 52% срещу Христина Христова (ОДС).
- 1995 – Тодор Илиев Тодоров (Предизборна коалиция БСП, БЗНС Александър Стамболийски, ПК Екогласност) печели на първи тур със 71% срещу Методи Василев (Народен съюз).

## Транспорт
През общината преминава участък от 43,8 km от трасето на жп линията Мездра – Бойчиновци – Брусарци – Видин.
През общината преминават частично 7 пътя от Републиканската пътна мрежа на България с обща дължина 90,5 km:
- участък от 28,7 km от Републикански път I-1 (от km 30 до km 58,7);
- участък от 11,9 km от Републикански път II-11 (от km 10,7 до km 22,6);
- началният участък от 3,6 km от Републикански път III-102 (от km 0 до km 3,6);
- началният участък от 28,8 km от Републикански път III-1102 (от km 0 до km 28,8);
- началният участък от 1,1 km от Републикански път III-1104 (от km 0 до km 1,1);
- последният участък от 14,8 km от Републикански път III-1142 (от km 4,5 до km 19,3);
- последният участък от 1,6 km от Републикански път III-1403 (от km 18,8 до km 20,5).

## Топографска карта
- Лист от карта K-34-10. Мащаб: 1 : 100 000.
- Лист от карта L-34-142. Мащаб: 1 : 100 000.